# Meteorus noctuivorus
Meteorus noctuivorus (лат.) — вид паразитических наездников рода Meteorus из семейства Braconidae. Название происходит от имени семейства бабочек-совок (Noctuidae), гусениц которых они заражают и которыми питаются их личинки.

## Распространение
Южная Америка: Эквадор, Napo province, Yanayacu biological station 00°35.9’S, 77°53.4’W, на высоте 2163 м.

## Описание
Мелкие наездники, длина около 4 мм. Основная окраска тела коричневая с жёлтыми и тёмными отметинами. От близких видов отличаются следующими признаками: затылочный киль полный; оцеллии крупные, расстояние между оцеллиями равно 0,8 × от диаметр их диаметра; нотаули мелкие, не различимые, морщинистые с ярко выраженным продольным килем; проподеум морщинистый; дорсопе отсутствует; вентральные границы первого тергита полностью слиты на ½ сегмента; яйцеклад в 1,9 раза длиннее первого тергита; мезоплевры полностью жёлтая. Усики самок тонкие, нитевидные, состоят из 29 члеников. Первый брюшной тергит стебельчатый (петиоль короткий). Нижнегубные щупики состоят из 3 сегментов. Трохантеллюс (2-й вертлуг) отделён от бедра. В переднем крыле развита 2-я радиомедиальная жилка. Эндопаразитоиды гусениц бабочек-совок Noctuidae. Вид был впервые описан в 2015 году американскими энтомологами Helmuth Aguirre, Scott Richard Shaw (University of Wyoming, Department of Ecosystem Science and Management, Laramie, Вайоминг, США) и Luis Felipe Ventura De Almeida (Universidade Federal de São Carlos, Departamento de Ecologia e Biologia Evolutiva, São Carlos, Бразилия).